# Joost Taets van Amerongen tot Natewisch
mr. Joost baron Taets van Amerongen tot Natewisch (Emmerik (Dld.), 18 maart 1802 – Utrecht, 8 november 1872), heer van Natewisch, was een Nederlands politicus.

## Familie
Taets werd geboren als zoon van G.L.M. Taets van Amerongen tot Natewisch (1762-1807), heer van Natewisch, onder andere hoogheemraad Lekdijk Bovendams, en M.C. Lambrechts (1777-1841). Hij trouwde 1e in 1835 met jkvr. C.C.G. van der Brugghen (1806-1844), lid van de familie Van der Brugghen, uit welk huwelijk twee kinderen geboren werden. Hij trouwde 2e in 1847 met S.S.M. Hodshon (1816-1892), uit welk huwelijk geen kinderen werden geboren.
Hij was de broer van Eerste- en Tweede Kamerlid Pieter Hendrik Taets van Amerongen tot Natewisch.

## Loopbaan
Taets van Amerongen tot Natewisch was een conservatieve landeigenaar die woonde op kasteel Natewisch bij Amerongen. Vanaf 1859 was hij elf jaar Eerste Kamerlid voor de provincie Utrecht; een provincie waarvan hij eerder als Statenlid bestuurder was. Hield zich in de Senaat vrijwel uitsluitend met spoorwegaangelegenheden bezig.
- Biografisch Portaal: 13717155
- Parlement.com: vg09ll9z91uf